# Euryopis splendens
Euryopis splendens là một loài nhện trong họ Theridiidae.
Loài này thuộc chi Euryopis. Euryopis splendens được William Joseph Rainbow miêu tả năm 1916.